# Снарк «двойная звезда»
Снарк «двойная звезда» — снарк с 30 вершинами и 45 рёбрами.
В 1975 году Руфус Айзекс представил бесконечное семейство снарков — снарки «цветы» и BDS снарки, семейство, в которое входят два снарка Блануши, снарк Декарта и снарк Секереша (BDS — это первые буквы фамилий Blanuša, Descartes, Szekeres, то есть Блануша, Декарт, Секереша). Айзекс обнаружил также один снарк с 30 вершинами, который не принадлежит семейству BDS и не является цветком — «двойную звезду».
Как снарк, двойная звезда является связным кубическим графом без мостов с хроматическим индексом 4. Снарк «двойная звезда» не планарен и не гамильтонов, но гипогамильтонов. Граф имеет книжную толщину 3 и число очередей 2.

## Галерея

Хроматическое число двойной звезды равно 3.
Хроматический индекс двойной звезды равен 4.